# Distretto di Panipat
Il distretto di Panipat è un distretto dell'Haryana, in India, di 967 338 abitanti. È situato nella divisione di Rohtak e il suo capoluogo è Panipat